# Saison 2016-2017 des Hornets de Charlotte
La saison 2016-2017 des Hornets de Charlotte est la 27e saison de la franchise en NBA.

## Draft
| Tour | Choix | Joueur                                      | Poste | Nationalité | Provenance         |
| ---- | ----- | ------------------------------------------- | ----- | ----------- | ------------------ |
| 1    | 22    | Malachi Richardson (Transféré à Sacramento) | SG    | États-Unis  | Orange de Syracuse |

## Summer League
| Summer League Total: 2-3 |

| Match | Date match | Équipe        | Score   | Meilleur marqueur   | Meilleur rebondeur     | Meilleur passeur   | Lieux        | Série |
| ----- | ---------- | ------------- | ------- | ------------------- | ---------------------- | ------------------ | ------------ | ----- |
| 1     | 2 juillet  | Orlando White | D 74-79 | DeShaun Thomas (19) | James Kelly (9)        | trois joueurs (2)  | Amway Center | 0 - 1 |
| 2     | 3 juillet  | Indiana       | V 80-70 | Gabe York (18)      | Wayne Blackshear (8)   | Aaron Harrison (6) | Amway Center | 1 - 1 |
| 3     | 4 juillet  | Oklahoma City | V 78-74 | Aaron Harrison (19) | Brandon Paul (11)      | Aaron Harrison (4) | Amway Center | 2 - 1 |
| 4     | 6 juillet  | Dallas        | D 81-84 | Brandon Paul (17)   | Mike Tobey (14)        | Tim Quarterman (4) | Amway Center | 2 - 2 |
| 5     | 8 juillet  | Dallas        | D 92-97 | Ramon Galloway (25) | Quarterman, Uchebo (8) | Ramon Galloway (4) | Amway Center | 2 - 3 |

## Pré-saison
| Pré-saison Total: 3-4 (Domicile : 2-1 ; Extérieur : 1-3) |

| Match | Date match | Équipe      | Score          | Meilleur marqueur        | Meilleur rebondeur          | Meilleur passeur                  | Lieux Spectateurs        | Série |
| ----- | ---------- | ----------- | -------------- | ------------------------ | --------------------------- | --------------------------------- | ------------------------ | ----- |
| 1     | 3 octobre  | @ Dallas    | D 88-95        | Frank Kaminsky (13)      | Roy Hibbert (8)             | Ramon Sessions, Spencer Hawes (4) | American Airlines Center | 0 - 1 |
| 2     | 6 octobre  | Boston      | D 92-107       | Jeremy Lamb (16)         | Jeremy Lamb (10)            | Spencer Hawes (6)                 | Greensboro Coliseum      | 0 - 2 |
| 3     | 8 octobre  | @ Boston    | D 86-104       | Christian Wood (13)      | Frank Kaminsky (12)         | Spencer Hawes (5)                 | Mohegan Sun Arena        | 0 - 3 |
| 4     | 10 octobre | Minnesota   | V 98-86        | Frank Kaminsky (17)      | Spencer Hawes (11)          | Nicolas Batum (5)                 | Spectrum Center          | 1 - 3 |
| 5     | 17 octobre | @ Chicago   | V 108-104 (OT) | Belinelli, Kaminsky (14) | Michael Kidd-Gilchrist (10) | Ramon Sessions (5)                | United Center            | 2 - 3 |
| 6     | 20 octobre | Miami       | V 96-88        | Kemba Walker (17)        | Michael Kidd-Gilchrist (14) | Kemba Walker (6)                  | Spectrum Center          | 3 - 3 |
| 7     | 21 octobre | @ Minnesota | D 74-109       | Marco Belinelli (10)     | Jeremy Lamb (9)             | Walker, Wood (2)                  | Target Center            | 3 - 4 |

## Saison régulière
| Saison régulière Total: 36-46 (Domicile : 22-19 ; Extérieur : 14-27) |

| Match | Date match | Équipe      | Score    | Meilleur marqueur           | Meilleur rebondeur          | Meilleur passeur  | Lieux Spectateurs         | Série |
| ----- | ---------- | ----------- | -------- | --------------------------- | --------------------------- | ----------------- | ------------------------- | ----- |
| 1     | 26 octobre | @ Milwaukee | V 107-96 | Michael Kidd-Gilchrist (23) | Michael Kidd-Gilchrist (14) | Kemba Walker (8)  | BMO Harris Bradley Center | 1 - 0 |
| 2     | 28 octobre | @ Miami     | V 97-91  | Kemba Walker (24)           | Marvin Williams (11)        | Trois joueurs (4) | American Airlines Arena   | 2 - 0 |
| 3     | 29 octobre | Boston      | D 98-104 | Kemba Walker (29)           | Cody Zeller (9)             | Nicolas Batum (6) | Time Warner Cable Arena   | 2 - 1 |

| Match | Date match  | Équipe        | Score          | Meilleur marqueur    | Meilleur rebondeur          | Meilleur passeur            | Lieux Spectateurs       | Série  |
| ----- | ----------- | ------------- | -------------- | -------------------- | --------------------------- | --------------------------- | ----------------------- | ------ |
| 4     | 2 novembre  | Philadelphie  | V 109-93       | Kemba Walker (22)    | Michael Kidd-Gilchrist (11) | Michael Kidd-Gilchrist (13) | Time Warner Cable Arena | 3 - 1  |
| 5     | 4 novembre  | @ Brooklyn    | V 99-95        | Kemba Walker (30)    | Michael Kidd-Gilchrist (10) | Cody Zeller (6)             | Barclays Center         | 4 - 1  |
| 6     | 7 novembre  | Indiana       | V 122-100      | Kemba Walker (24)    | Spencer Hawes (13)          | Kemba Walker (10)           | Time Warner Cable Arena | 5 - 1  |
| 7     | 9 novembre  | Utah          | V 106-94       | Kemba Walker (21)    | Michael Kidd-Gilchrist (9)  | Kemba Walker (6)            | Time Warner Cable Arena | 6 - 1  |
| 8     | 11 novembre | Toronto       | D 111-113      | Kemba Walker (40)    | Marvin Williams (13)        | Batum, Walker (6)           | Time Warner Cable Arena | 6 - 2  |
| 9     | 13 novembre | @ Cleveland   | D 93-100       | Kemba Walker (21)    | Michael Kidd-Gilchrist (10) | Nicolas Batum (7)           | Quicken Loans Arena     | 6 - 3  |
| 10    | 15 novembre | @ Minnesota   | V 115-108      | Kemba Walker (30)    | Cody Zeller (9)             | Nicolas Batum (7)           | Target Center           | 7 - 3  |
| 11    | 18 novembre | Atlanta       | V 100-96       | Nicolas Batum (24)   | Marvin Williams (11)        | Kemba Walker (6)            | Time Warner Cable Arena | 8 - 3  |
| 12    | 19 novembre | @ New Orleans | D 116-121 (OT) | Kemba Walker (25)    | Michael Kidd-Gilchrist (13) | Ramon Sessions (7)          | Smoothie King Center    | 8 - 4  |
| 13    | 21 novembre | Memphis       | D 90-105       | Frank Kaminsky (23)  | Kidd-Gilchrist, Hawes (10)  | Nicolas Batum (5)           | Time Warner Cable Arena | 8 - 5  |
| 14    | 23 novembre | San Antonio   | D 114-119      | Kemba Walker (26)    | Kemba Walker (9)            | Kemba Walker (7)            | Time Warner Cable Arena | 8 - 6  |
| 15    | 25 novembre | @ New York    | D 111-113 (OT) | Marco Belinelli (19) | Batum, Kaminsky (9)         | Nicolas Batum (9)           | Madison Square Garden   | 8 - 7  |
| 16    | 26 novembre | New York      | V 107-102      | Kemba Walker (28)    | Jeremy Lamb (18)            | Trois joueurs (3)           | Time Warner Cable Arena | 9 - 7  |
| 17    | 28 novembre | @ Memphis     | V 104-85       | Walker, Lamb (21)    | Jeremy Lamb (9)             | Spencer Hawes (6)           | FedExForum              | 10 - 7 |
| 18    | 29 novembre | Détroit       | D 89-112       | Kemba Walker (23)    | Nicolas Batum (11)          | Nicolas Batum (5)           | Time Warner Cable Arena | 10 - 8 |

| Match | Date match   | Équipe       | Score          | Meilleur marqueur          | Meilleur rebondeur          | Meilleur passeur     | Lieux Spectateurs        | Série   |
| ----- | ------------ | ------------ | -------------- | -------------------------- | --------------------------- | -------------------- | ------------------------ | ------- |
| 19    | 1er décembre | Dallas       | V 97-87        | Kemba Walker (18)          | Nicolas Batum (9)           | Nicolas Batum (6)    | Time Warner Cable Arena  | 11 - 8  |
| 20    | 3 décembre   | Minnesota    | D 120-125 (OT) | Kemba Walker (22)          | Kaminsky, Zeller (9)        | Nicolas Batum (12)   | Time Warner Cable Arena  | 11 - 9  |
| 21    | 5 décembre   | @ Dallas     | V 109-101      | Kemba Walker (19)          | Nicolas Batum (15)          | Nicolas Batum (7)    | American Airlines Center | 12 - 9  |
| 22    | 7 décembre   | Détroit      | V 87-77        | Kemba Walker (25)          | Nicolas Batum (15)          | Kemba Walker (4)     | Time Warner Cable Arena  | 13 - 9  |
| 23    | 9 décembre   | Orlando      | V 109-88       | Kidd-Gilchrist, Batum (16) | Batum, Kaminsky (9)         | Nicolas Batum (7)    | Time Warner Cable Arena  | 14 - 9  |
| 24    | 10 décembre  | @ Cleveland  | D 105-116      | Kemba Walker (24)          | Cody Zeller (9)             | Walker, Kaminsky (5) | Quicken Loans Arena      | 14 - 10 |
| 25    | 12 décembre  | @ Indiana    | D 94-110       | Marco Belinelli (14)       | Kidd-Gilchrist, Batum (10)  | Kemba Walker (5)     | Bankers Life Fieldhouse  | 14 - 11 |
| 26    | 14 décembre  | @ Washington | D 106-109      | Nicolas Batum (20)         | Walker, Hibbert (6)         | Kemba Walker (9)     | Verizon Center           | 14 - 12 |
| 27    | 16 décembre  | @ Boston     | D 88-96        | Nicolas Batum (22)         | Zeller, Batum (10)          | Ramon Sessions (6)   | TD Garden                | 14 - 13 |
| 28    | 17 décembre  | @ Atlanta    | V 107-99       | Williams, Belinelli (19)   | Cody Zeller (11)            | Kemba Walker (10)    | Philips Arena            | 15 - 13 |
| 29    | 20 décembre  | L. A. Lakers | V 117-113      | Kemba Walker (28)          | Michael Kidd-Gilchrist (11) | Batum, Walker (10)   | Time Warner Cable Arena  | 16 - 13 |
| 30    | 23 décembre  | Chicago      | V 103-91       | Walker, Batum (20)         | Nicolas Batum (11)          | Nicolas Batum (10)   | Time Warner Cable Arena  | 17 - 13 |
| 31    | 26 décembre  | @ Brooklyn   | D 118-120      | Nicolas Batum (24)         | Michael Kidd-Gilchrist (10) | Kemba Walker (6)     | Barclays Center          | 17 - 14 |
| 32    | 28 décembre  | @ Orlando    | V 120-101      | Kemba Walker (21)          | Nicolas Batum (9)           | Nicolas Batum (8)    | Amway Center             | 18 - 14 |
| 33    | 29 décembre  | Miami        | V 91-82        | Kemba Walker (22)          | Nicolas Batum (13)          | Nicolas Batum (8)    | Time Warner Cable Arena  | 19 - 14 |
| 34    | 31 décembre  | Cleveland    | D 109-121      | Kemba Walker (37)          | Michael Kidd-Gilchrist (8)  | Nicolas Batum (8)    | Time Warner Cable Arena  | 19 - 15 |

| Match | Date match | Équipe         | Score     | Meilleur marqueur             | Meilleur rebondeur          | Meilleur passeur           | Lieux Spectateurs       | Série   |
| ----- | ---------- | -------------- | --------- | ----------------------------- | --------------------------- | -------------------------- | ----------------------- | ------- |
| 35    | 2 janvier  | @ Chicago      | D 111-118 | Kemba Walker (34)             | Kemba Walker (11)           | Nicolas Batum (5)          | United Center           | 19 - 16 |
| 36    | 4 janvier  | Oklahoma City  | V 123-112 | Nicolas Batum (28)            | Michael Kidd-Gilchrist (11) | Kemba Walker (9)           | Time Warner Cable Arena | 20 - 16 |
| 37    | 5 janvier  | @ Détroit      | D 114-115 | Kemba Walker (32)             | Michael Kidd-Gilchrist (13) | Batum, Walker (5)          | Palace of Auburn Hills  | 20 - 17 |
| 38    | 7 janvier  | @ San Antonio  | D 85-102  | Kemba Walker (18)             | Kidd-Gilchrist, Zeller (9)  | Lamb, Walker (3)           | AT&T Center             | 20 - 18 |
| 39    | 10 janvier | @ Houston      | D 114-121 | Kemba Walker (25)             | Marvin Williams (8)         | Kemba Walker (10)          | Toyota Center           | 20 - 19 |
| 40    | 13 janvier | @ Philadelphie | D 93-102  | Nicolas Batum (19)            | Michael Kidd-Gilchrist (12) | Michael Kidd-Gilchrist (4) | Wells Fargo Center      | 20 - 20 |
| 41    | 16 janvier | @ Boston       | D 98-108  | Kemba Walker (24)             | Nicolas Batum (10)          | Nicolas Batum (10)         | TD Garden               | 20 - 21 |
| 42    | 18 janvier | Portland       | V 107-85  | Kemba Walker (23)             | Cody Zeller (10)            | Nicolas Batum (7)          | Time Warner Cable Arena | 21 - 21 |
| 43    | 20 janvier | Toronto        | V 113-78  | Kemba Walker (32)             | Michael Kidd-Gilchrist (11) | Kemba Walker (8)           | Time Warner Cable Arena | 22 - 21 |
| 44    | 21 janvier | Brooklyn       | V 112-105 | Kidd-Gilchrist, Sessions (17) | Michael Kidd-Gilchrist (14) | Batum, Walker (6)          | Time Warner Cable Arena | 23 - 21 |
| 45    | 23 janvier | Washington     | D 99-109  | Kemba Walker (21)             | Cody Zeller (9)             | Nicolas Batum (6)          | Time Warner Cable Arena | 23 - 22 |
| 46    | 25 janvier | Golden State   | D 103-113 | Kemba Walker (26)             | Spencer Hawes (13)          | Batum, Walker (8)          | Time Warner Cable Arena | 23 - 23 |
| 47    | 27 janvier | @ New York     | D 107-110 | Kemba Walker (31)             | Nicolas Batum (11)          | Nicolas Batum (9)          | Madison Square Garden   | 23 - 24 |
| 48    | 28 janvier | Sacramento     | D 106-109 | Kemba Walker (26)             | Batum, Hawes (7)            | Batum, Walker (7)          | Time Warner Cable Arena | 23 - 25 |
| 49    | 31 janvier | @ Portland     | D 98-115  | Kemba Walker (22)             | Nicolas Batum (8)           | Nicolas Batum (6)          | Moda Center             | 23 - 26 |

| Match               | Date match  | Équipe           | Score          | Meilleur marqueur   | Meilleur rebondeur          | Meilleur passeur      | Lieux Spectateurs       | Série   |
| ------------------- | ----------- | ---------------- | -------------- | ------------------- | --------------------------- | --------------------- | ----------------------- | ------- |
| 50                  | 1er février | @ Golden State   | D 111-126      | Frank Kaminsky (24) | Michael Kidd-Gilchrist (9)  | Batum, Belinelli (7)  | Oracle Arena            | 23 - 27 |
| 51                  | 4 février   | @ Utah           | D 98-105       | Kemba Walker (18)   | Marvin Williams (12)        | Batum, Walker (6)     | Vivint Smart Home Arena | 23 - 28 |
| 52                  | 7 février   | Brooklyn         | V 111-107      | Trois joueurs (17)  | Frank Kaminsky (11)         | Kaminsky, Walker (5)  | Time Warner Cable Arena | 24 - 28 |
| 53                  | 9 février   | Houston          | D 95-107       | Nicolas Batum (15)  | Michael Kidd-Gilchrist (9)  | Nicolas Batum (10)    | Time Warner Cable Arena | 24 - 29 |
| 54                  | 11 février  | L. A. Clippers   | D 102-107      | Nicolas Batum (25)  | Frank Kaminsky (8)          | Nicolas Batum (8)     | Time Warner Cable Arena | 24 - 30 |
| 55                  | 13 février  | Philadelphie     | D 99-105       | Kemba Walker (29)   | Frank Kaminsky (11)         | Batum, Belinelli (4)  | Time Warner Cable Arena | 24 - 31 |
| 56                  | 15 février  | @ Toronto        | D 85-90        | Frank Kaminsky (27) | Michael Kidd-Gilchrist (14) | Kemba Walker (9)      | Air Canada Centre       | 24 - 32 |
| All-Star Break 2017 |             |                  |                |                     |                             |                       |                         |         |
| 57                  | 23 février  | @ Détroit        | D 108-114 (OT) | Kemba Walker (34)   | Michael Kidd-Gilchrist (14) | Kemba Walker (6)      | Palace of Auburn Hills  | 24 - 33 |
| 58                  | 25 février  | @ Sacramento     | V 99-85        | Frank Kaminsky (23) | Frank Kaminsky (13)         | Belinelli, Walker (6) | Golden 1 Center         | 25 - 33 |
| 59                  | 26 février  | @ L. A. Clippers | D 121-124 (OT) | Kemba Walker (34)   | Nicolas Batum (8)           | Kaminsky, Batum (4)   | Staples Center          | 25 - 34 |
| 60                  | 28 février  | @ L. A. Lakers   | V 109-104      | Kemba Walker (30)   | Frank Kaminsky (12)         | Kemba Walker (7)      | Staples Center          | 26 - 34 |

| Match | Date match | Équipe      | Score          | Meilleur marqueur    | Meilleur rebondeur          | Meilleur passeur      | Lieux Spectateurs          | Série   |
| ----- | ---------- | ----------- | -------------- | -------------------- | --------------------------- | --------------------- | -------------------------- | ------- |
| 61    | 2 mars     | @ Phoenix   | D 103-120      | Kemba Walker (26)    | Kidd-Gilchrist, Zeller (8)  | Kemba Walker (8)      | Talking Stick Resort Arena | 26 - 35 |
| 62    | 4 mars     | @ Denver    | V 112-102      | Kemba Walker (27)    | Marvin Williams (12)        | Nicolas Batum (8)     | Pepsi Center               | 27 - 35 |
| 63    | 6 mars     | Indiana     | V 100-88       | Kemba Walker (28)    | Michael Kidd-Gilchrist (13) | Kemba Walker (7)      | Time Warner Cable Arena    | 28 - 35 |
| 64    | 8 mars     | @ Miami     | D 101-108      | Kemba Walker (33)    | Marvin Williams (12)        | Marvin Williams (3)   | American Airlines Arena    | 28 - 36 |
| 65    | 10 mars    | Orlando     | V 121-81       | Kemba Walker (23)    | Marvin Williams (18)        | Nicolas Batum (10)    | Time Warner Cable Arena    | 29 - 36 |
| 66    | 11 mars    | New Orleans | D 122-125 (OT) | Marvin Williams (27) | Marvin Williams (10)        | Kemba Walker (12)     | Time Warner Cable Arena    | 29 - 37 |
| 67    | 13 mars    | Chicago     | D 109-115      | Jeremy Lamb (26)     | Marvin Williams (18)        | Kemba Walker (10)     | Time Warner Cable Arena    | 29 - 38 |
| 68    | 15 mars    | @ Indiana   | D 77-98        | Frank Kaminsky (20)  | Jeremy Lamb (7)             | Kemba Walker (4)      | Bankers Life Fieldhouse    | 29 - 39 |
| 69    | 18 mars    | Washington  | V 98-93        | Cody Zeller (19)     | Nicolas Batum (10)          | Kemba Walker (6)      | Time Warner Cable Arena    | 30 - 39 |
| 70    | 20 mars    | Atlanta     | V 105-90       | Batum, Walker (16)   | Marvin Williams (8)         | Nicolas Batum (6)     | Time Warner Cable Arena    | 31 - 39 |
| 71    | 22 mars    | @ Orlando   | V 109-102      | Kemba Walker (22)    | Marvin Williams (10)        | Kemba Walker (7)      | Amway Center               | 32 - 39 |
| 72    | 24 mars    | Cleveland   | D 105-112      | Kemba Walker (28)    | Williams, Zeller (11)       | Kemba Walker (5)      | Time Warner Cable Arena    | 32 - 40 |
| 73    | 26 mars    | Phoenix     | V 120-106      | Kemba Walker (31)    | Trois joueurs (7)           | Nicolas Batum (10)    | Time Warner Cable Arena    | 33 - 40 |
| 74    | 28 mars    | Milwaukee   | D 108-118      | Kemba Walker (26)    | Marvin Williams (7)         | Walker, Belinelli (5) | Time Warner Cable Arena    | 33 - 41 |
| 75    | 29 mars    | @ Toronto   | V 110-106      | Marco Belinelli (21) | Marvin Williams (12)        | Marco Belinelli (5)   | Air Canada Centre          | 34 - 41 |
| 76    | 31 mars    | Denver      | V 122-114      | Kemba Walker (31)    | Cody Zeller (9)             | Nicolas Batum (9)     | Time Warner Cable Arena    | 35 - 41 |

| Match | Date match | Équipe          | Score     | Meilleur marqueur           | Meilleur rebondeur   | Meilleur passeur  | Lieux Spectateurs         | Série   |
| ----- | ---------- | --------------- | --------- | --------------------------- | -------------------- | ----------------- | ------------------------- | ------- |
| 77    | 2 avril    | @ Oklahoma City | V 113-101 | Kemba Walker (29)           | Nicolas Batum (7)    | Nicolas Batum (8) | Chesapeake Energy Arena   | 36 - 41 |
| 78    | 4 avril    | @ Washington    | D 111-118 | Kemba Walker (37)           | Cody Zeller (10)     | Nicolas Batum (8) | Verizon Center            | 36 - 42 |
| 79    | 5 avril    | Miami           | D 99-112  | Nicolas Batum (24)          | Marvin Williams (12) | Nicolas Batum (7) | Time Warner Cable Arena   | 36 - 43 |
| 80    | 8 avril    | Boston          | D 114-121 | Nicolas Batum (31)          | Cody Zeller (9)      | Kemba Walker (8)  | Time Warner Cable Arena   | 36 - 44 |
| 81    | 10 avril   | @ Milwaukee     | D 79-89   | Michael Kidd-Gilchrist (13) | Miles Plumlee (7)    | Nicolas Batum (8) | BMO Harris Bradley Center | 36 - 45 |
| 82    | 11 avril   | @ Atlanta       | D 76-103  | Jeremy Lamb (21)            | Miles Plumlee (7)    | Nicolas Batum (4) | Philips Arena             | 36 - 46 |

## Confrontations
| Conférence Est      | Conférence Est                               | Conférence Est                               | Conférence Est                               | Conférence Est                               | Conférence Ouest                             | Conférence Ouest                             | Conférence Ouest                             |
| Division Atlantique | Division Atlantique                          | Division Atlantique                          | Division Atlantique                          | Division Atlantique                          | Division Nord-Ouest                          | Division Nord-Ouest                          | Division Nord-Ouest                          |
| Équipe              | Domicile                                     | Domicile                                     | Extérieur                                    | Extérieur                                    | Équipe                                       | Domicile                                     | Extérieur                                    |
| ------------------- | -------------------------------------------- | -------------------------------------------- | -------------------------------------------- | -------------------------------------------- | -------------------------------------------- | -------------------------------------------- | -------------------------------------------- |
| Boston              | 98-104                                       | 114-121                                      | 88-96                                        | 98-108                                       | Denver                                       | 122-114                                      | 112-102                                      |
| Brooklyn            | 112-105                                      | 111-107                                      | 99-95                                        | 118-120                                      | Minnesota                                    | 120-125 (OT)                                 | 115-108                                      |
| New York            | 107-102                                      |                                              | 111-113 (OT)                                 | 107-110                                      | Oklahoma City                                | 123-112                                      | 113-101                                      |
| Philadelphie        | 109-93                                       | 99-105                                       | 93-102                                       |                                              | Portland                                     | 107-85                                       | 98-115                                       |
| Toronto             | 111-113                                      | 113-78                                       | 85-90                                        | 110-106                                      | Utah                                         | 106-94                                       | 98-105                                       |
|                     | 5–4                                          | 5–4                                          | 2–7                                          | 2–7                                          |                                              | 4–1                                          | 3–2                                          |
| Division            | 7–11                                         | 7–11                                         | 7–11                                         | 7–11                                         | Division                                     | 7–3                                          | 7–3                                          |
| Division Centrale   | Division Centrale                            | Division Centrale                            | Division Centrale                            | Division Centrale                            | Division Pacifique                           | Division Pacifique                           | Division Pacifique                           |
| Équipe              | Domicile                                     | Domicile                                     | Extérieur                                    | Extérieur                                    | Équipe                                       | Domicile                                     | Extérieur                                    |
| Chicago             | 103-91                                       | 109-115                                      | 111-118                                      |                                              | Golden State                                 | 103-113                                      | 111-126                                      |
| Cleveland           | 109-121                                      | 105-112                                      | 93-100                                       | 105-116                                      | L.A. Clippers                                | 102-107                                      | 121-124 (OT)                                 |
| Detroit             | 89-112                                       | 87-77                                        | 114-115                                      | 108-114 (OT)                                 | L.A. Lakers                                  | 117-113                                      | 109-104                                      |
| Indiana             | 122-100                                      | 100-88                                       | 94-110                                       | 77-98                                        | Phoenix                                      | 120-106                                      | 103-120                                      |
| Milwaukee           | 108-118                                      |                                              | 107-96                                       | 79-89                                        | Sacramento                                   | 106-109                                      | 99-85                                        |
|                     | 4–5                                          | 4–5                                          | 1–8                                          | 1–8                                          |                                              | 2–3                                          | 2–3                                          |
| Division            | 5–13                                         | 5–13                                         | 5–13                                         | 5–13                                         | Division                                     | 4–6                                          | 4–6                                          |
| Division Sud-Est    | Division Sud-Est                             | Division Sud-Est                             | Division Sud-Est                             | Division Sud-Est                             | Division Sud-Ouest                           | Division Sud-Ouest                           | Division Sud-Ouest                           |
| Équipe              | Domicile                                     | Domicile                                     | Extérieur                                    | Extérieur                                    | Équipe                                       | Domicile                                     | Extérieur                                    |
| Atlanta             | 100-96                                       | 105-90                                       | 107-99                                       |                                              | Dallas                                       | 97-87                                        | 109-101                                      |
|                     |                                              |                                              |                                              |                                              | Houston                                      | 95-107                                       | 114-121                                      |
| Miami               | 91-82                                        | 99-112                                       | 97-91                                        | 101-108                                      | Memphis                                      | 90-105                                       | 104-85                                       |
| Orlando             | 109-88                                       | 121-81                                       | 120-101                                      | 109-102                                      | La Nouvelle-Orléans                          | 122-125 (OT)                                 | 116-121 (OT)                                 |
| Washington          | 99-109                                       | 98-93                                        | 106-109                                      | 111-118                                      | San Antonio                                  | 114-119                                      | 85-102                                       |
|                     | 6–2                                          | 6–2                                          | 4–3                                          | 4–3                                          |                                              | 1–4                                          | 2–3                                          |
| Division            | 10–5                                         | 10–5                                         | 10–5                                         | 10–5                                         | Division                                     | 3–7                                          | 3–7                                          |
| Conférence          | 22–29 (Domicile : 15–11 ; Extérieur : 7–18)  | 22–29 (Domicile : 15–11 ; Extérieur : 7–18)  | 22–29 (Domicile : 15–11 ; Extérieur : 7–18)  | 22–29 (Domicile : 15–11 ; Extérieur : 7–18)  | Conférence                                   | 14–16 (Domicile : 7–8 ; Extérieur : 7–8)     | 14–16 (Domicile : 7–8 ; Extérieur : 7–8)     |
| Total               | 36–45 (Domicile : 22–19 ; Extérieur : 14–26) | 36–45 (Domicile : 22–19 ; Extérieur : 14–26) | 36–45 (Domicile : 22–19 ; Extérieur : 14–26) | 36–45 (Domicile : 22–19 ; Extérieur : 14–26) | 36–45 (Domicile : 22–19 ; Extérieur : 14–26) | 36–45 (Domicile : 22–19 ; Extérieur : 14–26) | 36–45 (Domicile : 22–19 ; Extérieur : 14–26) |

## Effectif actuel
| Hornets de Charlotte Effectif actuel |    |                        |                        |                  |
| Entraîneur : Steve Clifford          |    |                        |                        |                  |
| Ailier                               | 5  | Drapeau de la France   | Nicolas Batum          | France           |
| Arrière                              | 21 | Drapeau de l'Italie    | Marco Belinelli        | Italie           |
| Arrière                              | 12 | Drapeau des États-Unis | Treveon Graham         | VCU              |
| Ailier fort, Pivot                   | 00 | Drapeau des États-Unis | Spencer Hawes          | Washington       |
| Pivot                                | 55 | Drapeau des États-Unis | Roy Hibbert            | Georgetown       |
| Ailier fort, Pivot                   | 44 | Drapeau des États-Unis | Frank Kaminsky         | Wisconsin        |
| Ailier                               | 14 | Drapeau des États-Unis | Michael Kidd-Gilchrist | Kentucky         |
| Arrière                              | 3  | Drapeau des États-Unis | Jeremy Lamb            | Connecticut      |
| Meneur                               | 22 | Drapeau des États-Unis | Brian Roberts          | Dayton           |
| Meneur                               | 7  | Drapeau des États-Unis | Ramon Sessions         | Nevada           |
| Meneur                               | 15 | Drapeau des États-Unis | Kemba Walker (C)       | Connecticut      |
| Ailier                               | 2  | Drapeau des États-Unis | Marvin Williams        | Caroline du Nord |
| Ailier fort                          | 27 | Drapeau des États-Unis | Christian Wood         | UNLV             |
| Pivot                                | 40 | Drapeau des États-Unis | Cody Zeller            | Indiana          |
| (C) - Capitaine, - Blessé            |    |                        |                        |                  |

## Contrats et salaires 2016-2017
| Joueur                 | Poste          | Âge            | Exp            | Contrat                 | Salaire 2016-2017 | Fin du contrat |
| ---------------------- | -------------- | -------------- | -------------- | ----------------------- | ----------------- | -------------- |
| Joueurs actuels        |                |                |                |                         |                   |                |
| Nicolas Batum          | SG             | 27             | 8              | 120 000 000 $ sur 5 ans | 20 869 565 $      | 2021           |
| Marco Belinelli        | SF             | 30             | 9              | 19 000 000 $ sur 3 ans  | 6 333 333 $       | 2018           |
| Treveon Graham         | SG             | 23             | 0              | 543,471 $ sur 1 an      | 543,471 $**       | 2017           |
| Aaron Harrison         | SG             | 22             | 1              | 1 399 729 $ sur 2 ans   | 874,636 $*        | 2017           |
| Spencer Hawes          | PF             | 28             | 9              | 22 652 350 $ sur 4 ans  | 6 348 759 $       | 2018           |
| Roy Hibbert            | C              | 29             | 8              | 5 000 000 $ sur 1 an    | 5 000 000 $       | 2017           |
| Frank Kaminsky         | C              | 23             | 1              | 5 342 520 $ sur 2 ans   | 2 730 000 $       | 2019           |
| Michael Kidd-Gilchrist | SF             | 23             | 4              | 52 000 000 $ sur 4 ans  | 13 000 000 $      | 2020           |
| Jeremy Lamb            | SG             | 24             | 4              | 21 000 000 $ sur 3 ans  | 6 511 628 $       | 2019           |
| Brian Roberts          | PG             | 30             | 4              | 1 050 961 $ sur 1 an    | 980,431 $         | 2017           |
| Ramon Sessions         | PG             | 30             | 9              | 12 300 000 $ sur 2 ans  | 6 000 000 $       | 2018           |
| Kemba Walker           | PG             | 26             | 5              | 48 000 000 $ sur 4 ans  | 12 000 000 $      | 2019           |
| Marvin Williams        | PF             | 30             | 11             | 54 512 500 $ sur 4 ans  | 12 250 000 $      | 2020           |
| Christian Wood         | PF             | 21             | 1              | 1 889 382 $ sur 2 ans   | 874,636 $         | 2018           |
| Cody Zeller            | C              | 24             | 3              | 17 410 113 $ sur 4 ans  | 5 318 313 $       | 2017           |
| Total salaire          | Total salaire  | Total salaire  | Total salaire  | Total salaire           | 99 634 772 $      | -              |
| Joueurs coupés         | Joueurs coupés | Joueurs coupés | Joueurs coupés | Joueurs coupés          | 75,000 $          | -              |
|                        |                |                |                |                         |                   |                |
| Total                  | Total          | Total          | Total          | Total                   | 99 709 772 $      | Différence     |
| Salary Cap             | Salary Cap     | Salary Cap     | Salary Cap     | Salary Cap              | 94 143 000 $      | - 5 566 772 $  |
| Luxury Tax             | Luxury Tax     | Luxury Tax     | Luxury Tax     | Luxury Tax              | 113 287 000 $     | 13 577 228 $   |

- 2017 = Joueur agent libre en fin de saison.
- 2017 = Joueurs agent libre restreint en fin de saison.
- *Contrat non garanti
- *Contrat partiellement garanti

## Transferts

### Échanges
| Juillet         | Juillet                                                                                  | Juillet                                             | Juillet                |
| --------------- | ---------------------------------------------------------------------------------------- | --------------------------------------------------- | ---------------------- |
| 7 juillet 2016  | Échange à deux équipes                                                                   | Échange à deux équipes                              | Échange à deux équipes |
| 7 juillet 2016  | Vers Kings de Sacramento - Droits sur le 22e choix de la Draft 2016 : Malachi Richardson | Vers Hornets de Charlotte - Marco Belinelli         | [ 2 ]                  |
| 12 juillet 2016 | Échange à deux équipes                                                                   | Échange à deux équipes                              | Échange à deux équipes |
| 12 juillet 2016 | Vers Grizzlies de Memphis - Troy Daniels (Sign and trade)                                | Vers Hornets de Charlotte - Compensation financière | [ 3 ]                  |

### Joueurs qui re-signent
| Joueur          | Contrat                            | Référence |
| --------------- | ---------------------------------- | --------- |
| Nicolas Batum   | Contrat de 120 000 000 $ sur 5 ans | [ 4 ]     |
| Marvin Williams | Contrat de 54 500 000 $ sur 4 ans  | [ 5 ]     |

#### Options joueur et équipe
| Date    | Joueur     | Option                                                                                    |
| ------- | ---------- | ----------------------------------------------------------------------------------------- |
| 22 juin | Jeremy Lin | Décline son option joueur de 2 240 000 $ pour la saison 2016-2017 et devient agent libre. |

### Arrivées
| Joueur         | Contrat                           | Provenance                | Référence |
| -------------- | --------------------------------- | ------------------------- | --------- |
| Roy Hibbert    | Contrat de 5 000 000 $ sur 1 an   | Lakers de Los Angeles     | [ 6 ]     |
| Brian Roberts  | Contrat de 1 100 000 $ sur 1 an   | Trail Blazers de Portland | [ 7 ]     |
| Ramon Sessions | Contrat de 12 300 000 $ sur 2 ans | Wizards de Washington     | [ 8 ]     |
| Christian Wood | Contrat de 1 890 000 $ sur 2 ans  | 76ers de Philadelphie     | [ 9 ]     |

### Départs
| Joueur       | Raison départ | Nouvelle équipe ¹   | Référence |
| ------------ | ------------- | ------------------- | --------- |
| Al Jefferson | Agent libre   | Pacers de l'Indiana | [ 10 ]    |
| Courtney Lee | Agent libre   | Knicks de New York  | [ 11 ]    |
| Jeremy Lin   | Agent libre   | Nets de Brooklyn    | [ 12 ]    |

¹ Il s'agit de l’équipe pour laquelle le joueur a signé après son départ, il a pu entre-temps changer d'équipe ou encore de pays.